# Xena (geslacht)
Xena is een vliegengeslacht uit de familie van de Halmvliegen (Chloropidae).

## Soorten
- X. straminea Nartshuk, 1964